# Sclerophrys channingi
Sclerophrys channingi é uma espécie de anfíbio anuro da família Bufonidae. Está presente na República Democrática do Congo. A UICN classificou-a como pouco preocupante.